# Valvignères
Valvignères település Franciaországban, Ardèche megyében. Lakosainak száma 438 fő (2022. január 1.). Valvignères Alba-la-Romaine, Gras, Larnas, Saint-Andéol-de-Berg, Saint-Maurice-d’Ibie és Saint-Thomé községekkel határos.

## Népesség
A település népessége az elmúlt években az alábbi módon változott:
| Lakosok száma | 341  | 318  | 336  | 411  | 493  | 504  | 466  | 447  | 439  | 438  |
|               | 1968 | 1982 | 1990 | 2006 | 2013 | 2015 | 2017 | 2019 | 2020 | 2022 |